# 大峰山 (群馬県)
大峰山（おおみねやま）は、群馬県利根郡みなかみ町に位置する山で、ぐんま百名山である。標高は1254.5メートル。

## 登山ルート
- 大峰沼コース:上越新幹線上毛高原駅より、徒歩1時間40分（6.1キロメートル）[2]

## 周辺の山々・名所
- 吾妻耶山[3]
- 大峰沼[4]
- 群馬サイクルスポーツセンター
- ノルン水上スキー場
- 大峰神社（だいほうじんじゃ）[5]

## 河川
- 利根川

## アクセス
- 上越新幹線上毛高原駅
- 関越自動車道月夜野インターチェンジより、大峰山登山口（大峰休養施設）[6]まで約20分